# 帕苏-迪卡马拉日比
帕苏-迪卡马拉日比（葡萄牙語：Passo de Camaragibe）是巴西阿拉戈斯州的一个市镇。总面积187.2平方公里，总人口13826人，人口密度73.9人/平方公里。